# Deltadrom
Deltadrom (Deltadromeus) – rodzaj dużego teropoda należącego prawdopodobnie do grupy ceratozaurów. Jego nazwa oznacza „biegacz z delty”. Miał on wyjątkowo długie, smukłe kończyny tylne, co pozwalało mu szybko biegać (stąd jego nazwa). Deltadrom żył w późnej kredzie ok. 95 mln lat temu (późny apt–cenoman). Mógł być on jednym z największych teropodów – niepublikowane badania wskazują, że osobnik, do którego należał paratyp, mógł osiągać 13,3 m długości i ważył około 3,5 t. Tymczasem właściciel holotypu – najbardziej kompletnego znanego szkieletu deltadroma – osiągał ok. 8,1 m długości. Deltadrom żył w pobliżu olbrzymiego karnozaura karcharodontozaura i jeszcze większego spinozauryda – spinozaura, którego dieta wciąż jest niepewna. Nazwa rodzajowa Deltadromeus upamiętnia fakt znalezienia szczątków tego dinozaura w delcie dawnej rzeki. Holotyp został odkryty w Maroku w 1995 przez żonę Paula Sereno – Gabrielle Lyon.

## Materiał kopalny
Holotyp (SGM-Din 2) składa się z części żebra szyjnego, dwóch wcześniejszych żeber grzbietowych, dwóch żeber brzusznych (gastraliów), kręgów ogonowych  3-17 (130 mm) oraz 20-27 (130 mm), ośmiu szewronów, łopatki, niekompletnej kości kruczej, niekompletnej kości ramieniowej (ok. 328 mm), części kości promieniowej, części kości łokciowej, części kości biodrowej, fragmentów kości łonowej (?), niekompletnych kości kulszowych, kości udowej (740 mm), niekompletnej kości piszczelowej (ok. 700 mm), niekompletnej kości strzałkowej, niekompletnej kości skokowej, kości piętowej, kości śródstopia II (417 mm), paliczki II-1 (140 mm), pazura stopy II (80 mm), kości śródstopia III (450 mm), paliczki III-1 (140 mm), kości śródstopia IV (400 mm), paliczki IV-1 (98 MM),paliczki IV-3 (52 MM), paliczki IV-4 (37 MM), kości śródstopia V (100 mm).
Paratyp (IPHG 1912 VIII) składa się z kości kruczej, kości udowej (1,22 mm), części kości piszczelowej i kości strzałkowej.

## Klasyfikacja
Stromer (1934) przypisał IPHG 1912 VIII do nowego rodzaju teropoda, którego nazwał Bahariasaurus. Obecnie Deltadromeus jest uważany za jego potencjalny młodszy synonim. Sereno i inni (1996) uznali deltadroma za bazalnego celurozaura, ale Rauhut (2003) zaklasyfikował go do ornitomimozaurów. Analiza Wilsona z 2003 wykazała, że deltadrom jest w rzeczywistości noazaurem, tymczasem analiza Carrano i Sampsona z 2008 zasugerowała, że jest on bazalnym neoceratozaurem. Istnieją także teorie według których deltadrom jest bliskim krewnym dryptozaura. Jednak obecnie deltadrom najczęściej jest klasyfikowano jako ceratozaura a dryptozaur jako tyranozauroid, więc nie mogły być blisko spokrewnione. Przedstawiciele obu tych rodzajów mają wiele cech wspólnych, ale dryptozaur ma dłuższą kość ramienną. Ponadto między deltadromem a tyranozauroidami, w tym dryptozaurem, jest wiele innych różnic.